# Urodus tineiformis
Urodus tineiformis is een vlinder uit de familie van de Urodidae. De wetenschappelijke naam van de soort is voor het eerst geldig gepubliceerd in 1856 door Walker.